# Sith Infiltrator
De Sith Infiltrator is een fictief ruimtevaartuig uit de Star Wars saga. Het is het persoonlijke ruimteschip van de Sith Lord Darth Maul in Star Wars: Episode I: The Phantom Menace. 
Het schip is eigenlijk een aangepaste Star Courier (koeriersschip), dat in een geheime werkplaats van Raith Sienar werd aangepast en verbouwd. Zo werden bewapening en een geavanceerde verhuller ingebouwd, waardoor het schip volledig onzichtbaar gemaakt kan worden. Ook is er allerlei gespecialiseerde apparatuur aan boord, waaronder spionageapparatuur, Sith Probe droids en een Sith Speeder.
Het schip werd hem geschonken door Maul's Sith Meester, Darth Sidious.

## Andere media
- Star Wars: Darth Maul (strip: Uitgeverij: Dark Horse Comics)
- Star Wars: Darth Maul: Schaduwjager, (Nederlands boek: Uitgeverij Meulenhoff, Engels boek: Del Rey)
- Star Wars: Darth Plagueis (Boek: Uitgeverij Del Rey)